# Ex Libris: La biblioteca pública de Nueva York
Ex Libris: La biblioteca pública de Nueva York (título original en inglés: Ex Libris: The New York Public Library) es una película documental estadounidense de 2017 sobre la Biblioteca Pública de Nueva York (NYPL), dirigida por Frederick Wiseman. Se proyectó en la sección de competencia principal del 74.º Festival Internacional de Cine de Venecia donde ganó el Premio FIPRESCI.

## Sinopsis
El documental explora el papel de la NYPL como una red igualitaria de exploración, intercambio y aprendizaje. No hay personajes centrales, solo una serie de viñetas que representan todo, desde poesía hasta la construcción de robots. La biblioteca tiene 92 ubicaciones y atiende a cada área de manera diferente según sus necesidades.
Los administradores que dirigen la biblioteca exploran sus desafíos para atender un conjunto tan diverso de necesidades y Wiseman contrasta esto con los diversos usuarios de la biblioteca, incluidos los usuarios de computadoras portátiles, los investigadores y las personas sin hogar.

## Recepción
Ex Libris recibió elogios unánimes de los críticos. Metacritic le dio a la película una puntuación promedio ponderada de 91 sobre 100 basada en 22 críticos, lo que indica "aclamación universal". La crítica de cine Manohla Dargis del New York Times dijo que Ex Libris es "una de las mejores películas de la extraordinaria carrera del Sr. Wiseman". Ksenia Rozhdestvenskaya de Kommersant señaló que Wiseman hizo una película "sobre formas de conocer el mundo", es "una película sobre la curiosidad benevolente que resiste la ignorancia agresiva".